# The Carters
The Carters (стилизация идёт полностью заглавными буквами) — американский музыкальный дуэт, состоящий из супругов Бейонсе и Jay-Z. 16 июня 2018 года они выпустили дебютный альбом Everything Is Love. Ранее, прежде чем официально сформировать дуэт, пара выступила вместе в двух мировых турах On the Run Tour (2014) и OTR II (2018), а также выпустили несколько записей. В 2019 году альбом получил статус платинового в США и разошёлся тиражом в 2 миллиона копий по всему миру.
Впервые пара начала сотрудничать вместе в 2002 году, начиная с сингла «’03 Bonnie & Clyde», вошедшего в альбом Jay-Z The Blueprint 2: The Gift & The Curse. Спустя год у них вышел хит-сингл «Crazy in Love», вошедший в дебютный сольный альбом Бейонсе Dangerously in Love.

## История
16 июня 2018 года во время концерта в Лондоне в рамках On the Run II Tour, the Carters представили премьеру музыкального видео «Apeshit», после завершения которого на экране появилась фраза «ALBUM OUT NOW». Первоначально Everything Is Love был выпущен для потоковой передачи и для цифрового скачивания на Tidal, прежде чем стал доступен для других стриминговых сервисов.

## Дискография

### Студийные альбомы
| Название           | Детали | Высшая позиция в чартах | Высшая позиция в чартах | Высшая позиция в чартах | Высшая позиция в чартах | Высшая позиция в чартах | Высшая позиция в чартах | Высшая позиция в чартах | Высшая позиция в чартах | Высшая позиция в чартах | Продажи      | Сертификации    |
| Название           | Детали | US                      | AUS                     | CAN                     | GER                     | IRE                     | NLD                     | NZ                      | SWI                     | UK                      | Продажи      | Сертификации    |
| ------------------ | --- | ----------------------- | ----------------------- | ----------------------- | ----------------------- | ----------------------- | ----------------------- | ----------------------- | ----------------------- | ----------------------- | ------------ | --------------- |
| Everything Is Love | - Выпущен: 16 июня 2018 - Лейбл: Parkwood, Columbia, UMG, Roc Nation - Formats: CD, стриминг, цифровое скачивание | 2                       | 6                       | 4                       | 23                      | 10                      | 4                       | 12                      | 5                       | 5                       | - US: 70,000 | - RIAA: Золотой |

### Синглы
| Название                                                                                    | Год  | Высшая позиция в чартах | Высшая позиция в чартах | Высшая позиция в чартах | Высшая позиция в чартах | Высшая позиция в чартах | Высшая позиция в чартах | Высшая позиция в чартах | Сертификации                                       | Альбом             |
| Название                                                                                    | Год  | US                      | AUS                     | CAN                     | IRE                     | NLD                     | SWI                     | UK                      | Сертификации                                       | Альбом             |
| ------------------------------------------------------------------------------------------- | ---- | ----------------------- | ----------------------- | ----------------------- | ----------------------- | ----------------------- | ----------------------- | ----------------------- | -------------------------------------------------- | ------------------ |
| «Apeshit»                                                                                   | 2018 | 13                      | 51                      | 24                      | 33                      | 59                      | 69                      | 33                      | - RIAA: Платиновый - BPI: Серебряный - MC: Золотой | Everything Is Love |
| «Summer»                                                                                    | 2018 | 84                      | —                       | —                       | —                       | —                       | —                       | 96                      |                                                    | Everything Is Love |
| «Friends»                                                                                   | 2019 | —                       | —                       | —                       | —                       | —                       | —                       | —                       |                                                    | Everything Is Love |
| «—» означает, что запись не попала в чарты или не была выпущена на определённой территории. |      |                         |                         |                         |                         |                         |                         |                         |                                                    |                    |

### Промосинглы
| Название | Год  | Альбом                               |
| -------- | ---- | ------------------------------------ |
| «Salud!» | 2018 | Everything Is Love (Tidal exclusive) |
| «Boss»   | 2019 | Everything Is Love                   |
| «713»    | 2019 | Everything Is Love                   |

### Прочие чартовые песни
| Название                                                                  | Год  | Высшая позиция в чартах | Высшая позиция в чартах | Альбом             |
| Название                                                                  | Год  | US                      | UK                      | Альбом             |
| ------------------------------------------------------------------------- | ---- | ----------------------- | ----------------------- | ------------------ |
| «Nice» (при участии Фаррелла Уильямса)                                    | 2018 | 95                      | —                       | Everything Is Love |
| «Heard About Us»                                                          | 2018 | —                       | —                       | Everything Is Love |
| «Black Effect»                                                            | 2018 | —                       | —                       | Everything Is Love |
| «LoveHappy»                                                               | 2018 | —                       | —                       | Everything Is Love |
| «—» означает, что запись не попала в чарты или не была выпущена в стране. |      |                         |                         |                    |

Примечания
1. ↑  «Heard About Us» не попал в the Billboard Hot 100, но достиг 10 позиции в the Bubbling Under Hot 100 Singles chart.
2. ↑  «Black Effect» не попал в the Billboard Hot 100, но достиг 20 позиции в the Bubbling Under Hot 100 Singles chart.
3. ↑  «LoveHappy» не попал в the Billboard Hot 100, но достиг 21 позиции в the Bubbling Under Hot 100 Singles chart.

## Награды и номинации
| Год  | Церемония                 | Номинируемая работа | Номинация                                          | Результат |
| ---- | ------------------------- | ------------------- | -------------------------------------------------- | --------- |
| 2018 | BBC Radio 1’s Teen Awards | Они сами            | Best International Group                           | Номинация |
| 2018 | BET Hip Hop Awards        | Everything Is Love  | Альбом года                                        | Победа    |
| 2018 | BET Hip Hop Awards        | «Apeshit»           | Песня года                                         | Победа    |
| 2018 | BET Hip Hop Awards        | «Apeshit»           | Лучшая коллаборация                                | Победа    |
| 2018 | BreakTudo Awards          | Everything Is Love  | Альбом года                                        | Номинация |
| 2018 | Clio Awards               | «Apeshit»           | Лучшее музыкальное видео                           | Победа    |
| 2018 | Camerimage Awards         | «Apeshit»           | Лучшее музыкальное видео                           | Номинация |
| 2018 | Camerimage Awards         | «Apeshit»           | Best Cinematography in a Music Video               | Номинация |
| 2018 | iHeartRadio MMVAs         | «Apeshit»           | Fan Fave Video                                     | Номинация |
| 2018 | iHeartRadio MMVAs         | «Apeshit»           | Лучшая съёмка                                      | Номинация |
| 2018 | iHeartRadio MMVAs         | Они сами            | Best Hip Hop Artist or Group                       | Номинация |
| 2018 | Los 40 Music Awards       | «Apeshit»           | Международное видео года                           | Номинация |
| 2018 | MTV Europe Music Awards   | «Apeshit»           | Лучшее видео                                       | Номинация |
| 2018 | MTV Europe Music Awards   | Они сами            | Лучшее живое выступление                           | Номинация |
| 2018 | MTV Video Music Awards    | «Apeshit»           | Видео года                                         | Номинация |
| 2018 | MTV Video Music Awards    | «Apeshit»           | Лучшая совместная работа                           | Номинация |
| 2018 | MTV Video Music Awards    | «Apeshit»           | Лучшее хип-хоп-видео                               | Номинация |
| 2018 | MTV Video Music Awards    | «Apeshit»           | Лучшая работа художника-постановщика               | Победа    |
| 2018 | MTV Video Music Awards    | «Apeshit»           | Best Choreography                                  | Номинация |
| 2018 | MTV Video Music Awards    | «Apeshit»           | Best Cinematography                                | Победа    |
| 2018 | MTV Video Music Awards    | «Apeshit»           | Лучшая съёмка                                      | Номинация |
| 2018 | MTV Video Music Awards    | «Apeshit»           | Best Editing                                       | Номинация |
| 2018 | Soul Train Music Awards   | «Apeshit»           | Rhythm & Bars Award                                | Номинация |
| 2018 | UK Music Video Awards     | «Apeshit»           | Best International Urban Video                     | Номинация |
| 2019 | Grammy Awards             | «Apeshit»           | Лучшее музыкальное видео                           | Номинация |
| 2019 | Grammy Awards             | Everything Is Love  | лучший альбом в жанре современной городской музыки | Победа    |
| 2019 | Grammy Awards             | «Summer»            | Лучшее выступление в стиле R&B                     | Номинация |
| 2019 | Swedish GAFFA-Prisen      | Они сами            | Лучшая иностранная группа                          | Номинация |
| 2019 | Swedish GAFFA-Prisen      | «Apeshit»           | Международный хит года                             | Номинация |
| 2019 | Swedish GAFFA-Prisen      | Everything Is Love  | Международный альбом года                          | Номинация |
| 2019 | Norwegian GAFFA-Prisen    | Они сами            | Лучшая иностранная группа                          | Номинация |
| 2019 | Brit Awards               | Они сами            | Международная группа                               | Победа    |
| 2019 | 50th NAACP Image Awards   | «Apeshit»           | Выдающееся музыкальное видео/Визуальный альбом     | Номинация |
| 2019 | 50th NAACP Image Awards   | Everything Is Love  | Выдающийся альбом                                  | Номинация |
| 2019 | 50th NAACP Image Awards   | Everything Is Love  | Выдающиеся дуэт, группа или сотрудничество         | Номинация |
| 2019 | Billboard Music Awards    | Они сами            | Лучший гастролирующий артист                       | Номинация |
| 2019 | Billboard Music Awards    | Они сами            | Лучший рэп-тур                                     | Победа    |
| 2019 | Billboard Music Awards    | Они сами            | Лучший R&B-тур                                     | Победа    |

## Туры
- On the Run Tour (2014)
- On the Run II Tour[англ.] (2018)

## Фестивальные выступления
- Global Citizen Festival[англ.]: Mandela 100 на стадионе «Соккер Сити» в Йоханнесбурге, ЮАР (2 декабря 2018)